# Ji’an (Kreis)
Ji’an (chinesisch 吉安縣 / 吉安县, Pinyin Jí’ān Xiàn) ist ein Kreis, der zum Verwaltungsgebiet der gleichnamigen bezirksfreien Stadt Ji’an in der chinesischen Provinz Jiangxi gehört. Er hat eine Fläche von 2.122 km² und zählt 464.295 Einwohner (Stand: Zensus 2010). Sein Hauptort ist die Großgemeinde Dunhou.
Die Stätte der Jizhou-Keramikbrennöfen (吉州窯遺址 / 吉州窑遗址,  Jízhōu Yáo Yízhǐ) steht seit 2001 auf der Liste der Denkmäler der Volksrepublik China (5-57).